# Mad Dogs & Englishmen
Mad Dogs & Englishmen är ett musikalbum inspelat live av Joe Cocker. Skivan spelades in i mars 1970 på Fillmore East i New York och lanserades som dubbel-LP i augusti 1970 på A&M Records. Skivan innehåller mestadels covers på rock- och soullåtar, men även lugnare låtar, till exempel Leonard Cohens "Bird on the Wire". Cocker hade stor framgång i USA med singlarna "Cry Me a River" och "The Letter". 

## Låtlista
1. "Introduction"
2. "Honky Tonk Women"
3. "Introduction"
4. "Sticks and Stones"
5. "Cry Me a River"
6. "Bird on a Wire"
7. "Feelin' Alright"
8. "Superstar"
9. "Introduction"
10. "Let's Go Get Stoned"
11. "Blue Medley"
12. "Introduction"
13. "Girl from the North Country"
14. "Give Peace a Chance"
15. "Introduction"
16. "She Came in Through the Bathroom Window"
17. "Space Captain"
18. "The Letter"
19. "Delta Lady"

## Listplaceringar
- Billboard 200, USA: #2[1]
- UK Albums Chart, Storbritannien: #16[2]
- VG-lista, Norge: #20[3]